# Ivan Pilný
Ivan Pilný (ur. 6 lipca 1944 w Pradze) – czeski polityk, przedsiębiorca i inżynier, parlamentarzysta, w 2017 minister finansów.

## Życiorys
Z wykształcenia inżynier, w 1972 ukończył studia z zakresu cybernetyki na Politechnice Czeskiej w Pradze. Do 1991 pracował na różnych stanowiskach w państwowych przedsiębiorstwach informatycznych. Na początku lat 90. zajął się prowadzeniem własnej działalności gospodarczej w ramach spółek prawa handlowego. W latach 1992–1998 był dyrektorem generalnym czeskiego oddziału Microsoftu. Od 2000 do 2001 przewodniczył radzie dyrektorów przedsiębiorstwa Český Telecom.
W 2009 był współzałożycielem i do 2012 pełnił funkcję wiceprzewodniczącego partii Občané.cz. W wyborach w 2013 jako bezpartyjny kandydat z listy ANO 2011 uzyskał mandat deputowanego do Ozby Poselskiej. 24 maja 2017 w koalicyjnym rządzie Bohuslava Sobotki zastąpił Andreja Babiša na stanowisku ministra finansów. Urząd ten sprawował do 13 grudnia 2017. W 2018 uzyskał mandat radnego miejskiego w Pradze.